# Videogiochi nel 2007

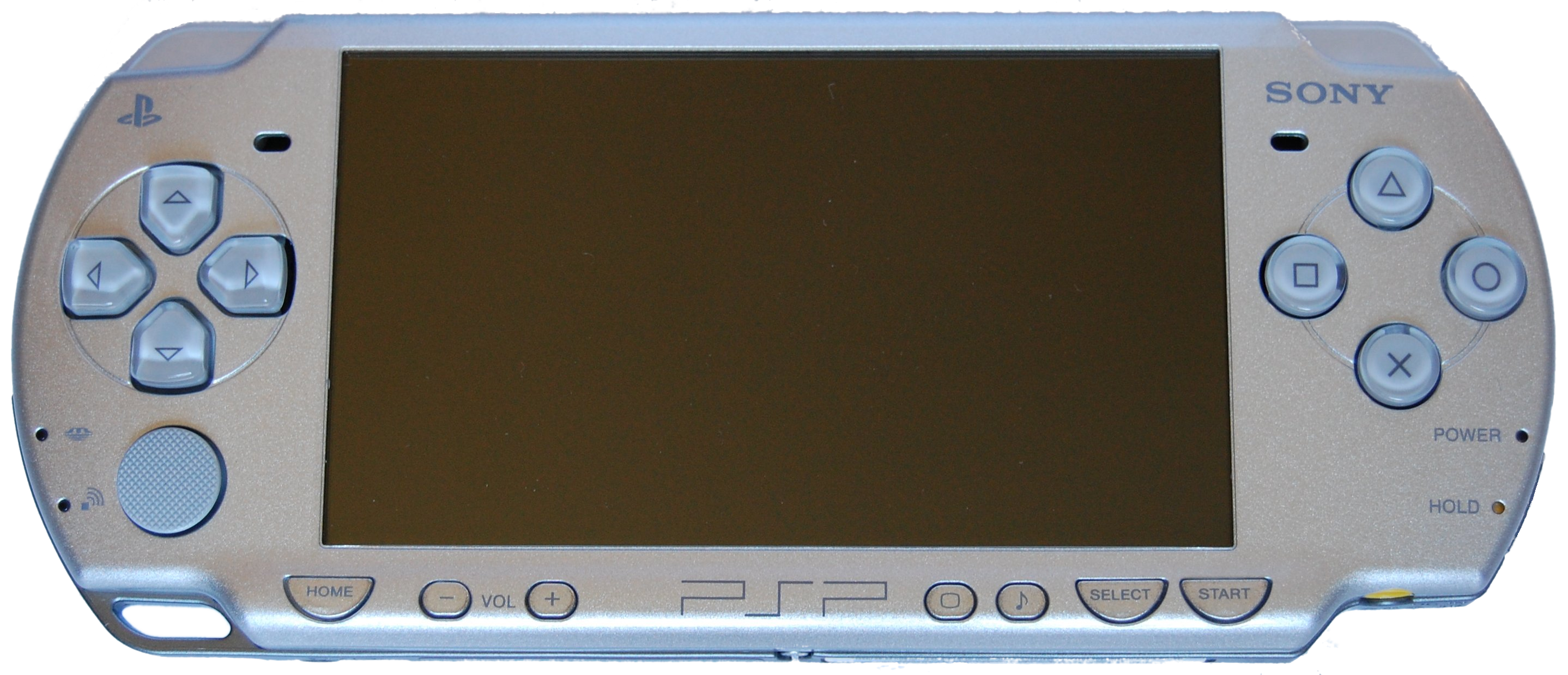
PlayStation Portable Slim & Lite

Eventi rilevanti avvenuti nell'industria dei videogiochi nel 2007. 
Per un elenco delle voci su giochi usciti nell'anno vedi Categoria:Videogiochi del 2007.

## Eventi
- 18 gennaio — il Nintendo DS Lite viene messa in vendita in Corea del Sud.
- 14 marzo — Microsoft annuncia Games for Windows Live, una versione di Xbox Live per i sistemi operativi Microsoft Windows. Il servizio viene attivato l'otto maggio.[1]
- 27 marzo — Microsoft presenta la Xbox 360 Elite. Questa versione è dotata di un hard disk più capace delle altre versioni e di un'uscita HDMI. La versione viene messa in vendita da aprile.[2]
- 19 maggio — Blizzard Entertainment annuncia a Seul StarCraft II.[3]
- 23 marzo — la PlayStation 3 viene messa in vendita in Europa e Australia
- 11 aprile — Sony annuncia l'abbandono della versione da 20 GB della PlayStation 3 in Nord America.[4]
- 27 giugno — Nintendo annuncia WiiWare, un servizio simile a Xbox Live Arcade al fine di permettere a sviluppatori terzi di scaricare videogiochi prodotti da terze parti entro la console Wii.[5]
- 5 luglio — Dopo il ritorno di un numero elevato di console Xbox 360 difettose Microsoft decide di estendere in modo retroattivo la garanzia a 3 anni e riserva un miliardo di dollari in bilancio per sostenere l'operazione.[6]
- 5 settembre — Sony mette in vendita in Europa la console portatile PlayStation Portable Slim & Lite, una versione migliorata della console PlayStation Portable.
- 6 settembre — la PlayStation Portable Slim & Lite viene messa in vendita nel Nord America.
- 7 settembre — la PlayStation Portable Slim & Lite viene messa in vendita nella Corea del Sud.
- 12 settembre — la PlayStation Portable Slim & Lite viene messa in vendita in Australia.
- 25 settembre — Bungie Studios presenta Halo 3 e incassa 170 milioni di dollari in 24 ore.[7]
- 26 settembre — Activision acquista Bizzare Creations, creatrice della serie Project Gotham Racing per le console Microsoft.[8]
- 11 ottobre — Electronic Arts con un investimento di 860 milioni di dollari acquisisce VG Holding Corp proprietaria di Pandemic Studios e BioWare rendendo gli studi sue società controllate.[9] L'acquisizione verrà completata nel gennaio 2008.[10]
- 26 ottobre — Sony annuncia perdite nella divisione videogiochi per 96,7 miliardi di yen.[11]
- 26 ottobre — Nintendo comunica risultati in crescita con un fatturato di 695 miliardi di yen e profitti per 143,7 miliardi di yen.[12]
- 27 ottobre — Microsoft riporta profitti per 165 milioni della divisione "Entertainment and devices".[13]
- 6 novembre — Electronic Arts chiude lo studio EA Chicago.[14]
- 13 novembre - Ubisoft pubblica Assassin's Creed, primo gioco dell'omomnima serie.
- 19 novembre - Esce Uncharted: Drake's Fortune, primo gioco della serie Uncharted
- 20 novembre - BioWare pubblica Mass Effect, primo capitolo della serie.
- 2 dicembre — Activision e Vivendi Games annunciano una fusione che porterà alla creazione della Activision Blizzard la più grande produttrice di videogiochi del pianeta.[15]
- 19 dicembre — 3D Realms presenta un trailer di Duke Nukem Forever dopo sei anni dal precedente trailer e dopo nove anni dall'annuncio del gioco.[16]

## Vendite per piattaforme
Titoli di maggior vendita nel Nord America nell'anno secondo il sito IGN
| N° | Personal Computer                  |
| -- | ---------------------------------- |
| 1  | World of Warcraft: Burning Crusade |
| 2  | The Sims 2: Seasons                |
| 3  | Command & Conquer 3                |
| 4  | The Sims 2: Bon Voyage             |
| 5  | Supreme Commander                  |
| 6  | Il Signore degli Anelli Online     |
| 7  | The Orange Box                     |
| 8  | Call of Duty 4: Modern Warfare     |
| 9  | BioShock                           |
| 10 | The Sims 2 H&M Fashion Stuff       |

| N° | PlayStation 2                       |
| -- | ----------------------------------- |
| 1  | Madden NFL 08                       |
| 2  | God of War II                       |
| 3  | Guitar Hero III: Legends of Rock    |
| 4  | Guitar Hero: Rocks the 80s          |
| 5  | MLB '07: The Show                   |
| 6  | Spider-Man 3                        |
| 7  | NCAA Football 08                    |
| 8  | Transformers: The Game              |
| 9  | Grand Theft Auto: Vice City Stories |
| 10 | Naruto: Ultimate Ninja 2            |

| N° | PlayStation 3                    |
| -- | -------------------------------- |
| 1  | Madden NFL 08                    |
| 2  | Call of Duty 4: Modern Warfare   |
| 3  | Assassin's Creed                 |
| 4  | MotorStorm                       |
| 5  | Guitar Hero III: Legends of Rock |
| 6  | Tom Clancy's Rainbow Six: Vegas  |
| 7  | NCAA Football 08                 |
| 8  | Heavenly Sword                   |
| 9  | Ninja Gaiden Sigma               |
| 10 | The Elder Scrolls IV: Oblivion   |

| N° | PlayStation Portable                        |
| -- | ------------------------------------------- |
| 1  | MLB '07: The Show                           |
| 2  | Madden NFL 08                               |
| 3  | Ratchet & Clank: L'altezza non conta        |
| 4  | Transformers: The Game                      |
| 5  | Final Fantasy Tactics: The War of the Lions |
| 6  | 300 in marcia per la gloria                 |
| 7  | Call of Duty: Roads to Victory              |
| 8  | Major League Baseball 2K7                   |
| 9  | Tom Clancy's Rainbow Six: Vegas             |
| 10 | Ghost Rider                                 |

| N° | Xbox 360                                       |
| -- | ---------------------------------------------- |
| 1  | Halo 3                                         |
| 2  | Call of Duty 4: Modern Warfare                 |
| 3  | Guitar Hero II                                 |
| 4  | Madden NFL 08                                  |
| 5  | Assassin's Creed                               |
| 6  | BioShock                                       |
| 7  | Crackdown                                      |
| 8  | Guitar Hero III: Legends of Rock               |
| 9  | Tom Clancy's Ghost Recon Advanced Warfighter 2 |
| 10 | Lost Planet: Extreme Condition                 |

| N° | Wii                              |
| -- | -------------------------------- |
| 1  | Wii Play W/Remote                |
| 2  | Mario Party 8                    |
| 3  | Super Mario Galaxy               |
| 4  | Super Paper Mario                |
| 5  | Guitar Hero III: Legends of Rock |
| 6  | WarioWare: Smooth Moves          |
| 7  | Metroid Prime 3: Corruption      |
| 8  | Resident Evil 4: Wii Edition     |
| 9  | Mario Strikers Charged Football  |
| 10 | Pokémon Battle Revolution        |

| N° | Nintendo DS                                                    |
| -- | -------------------------------------------------------------- |
| 1  | Pokemon Diamante                                               |
| 2  | Pokemon Perla                                                  |
| 3  | The Legend of Zelda: Phantom Hourglass                         |
| 4  | Diddy Kong Racing                                              |
| 5  | More Brain Training from Dr. Kawashima: How Old Is Your Brain? |
| 6  | Spectrobes                                                     |
| 7  | High School Musical: Making the Cut                            |
| 8  | MySims                                                         |
| 9  | Paws and Claws Pet Vet                                         |
| 10 | Mario Party DS                                                 |

Secondo gli analisti NDP Group l'industria dei videogiochi nel nord America ha prodotto un giro d'affari di 18,85 miliardi di dollari. L'analisi ha evidenziato che il mercato dei videogiochi per computer ha generato 910 milioni di dollari pari a solo il 14% del mercato totale. L'analisi non comprende i videogiochi venduti tramite download digitale.
| Titolo per console                              | Vendite      |
| ----------------------------------------------- | ------------ |
| Halo 3 (Xbox 360)                               | 4,82 milioni |
| Wii Play w/remote (Wii)                         | 4,12 milioni |
| Call of Duty 4: Modern Warfare (Xbox 360)       | 3,04 milioni |
| Guitar Hero III: Legends of Rock w/guitar (PS2) | 2,72 milioni |
| Super Mario Galaxy (Wii)                        | 2,52 milioni |
| Pokemon Diamante (DS)                           | 2,48 milioni |
| Madden NFL 08 (PS2)                             | 1,90 milioni |
| Guitar Hero II w/guitar (PS2)                   | 1,89 milioni |
| Assassin's Creed (Xbox 360)                     | 1,87 milioni |
| Mario Party 8 (Wii)                             | 1,82 milioni |

| Titolo per computer                            | Vendite      |
| ---------------------------------------------- | ------------ |
| Burning Crusade (Blizzard Entertainment)       | 2,25 milioni |
| World of Warcraft (Blizzard Entertainment)     | 914 000      |
| The Sims 2 Seasons (EA)                        | 433 000      |
| Call of Duty 4: Modern Warfare (Infinity Ward) | 383 000      |
| Command & Conquer 3: Tiberium Wars (EA)        | 343 000      |
| Sim City 4 Deluxe (Maxis)                      | 284 000      |
| The Sims 2 (Maxis)                             | 281 000      |
| The Sims 2 Bon Voyage (Maxis)                  | 271 000      |
| Age of Empires III (Ensemble Studios)          | 259 000      |
| The Sims 2 Pets (Maxis)                        | 236 000      |

| Console vendute in Nord America | Vendite      |
| ------------------------------- | ------------ |
| Nintendo DS                     | 8.5 milioni  |
| Wii                             | 6.29 milioni |
| Xbox 360                        | 4.62 milioni |
| PlayStation 2                   | 3.97 milioni |
| PlayStation Portable            | 3.82 milioni |
| PlayStation 3                   | 2.56 milioni |